# Чурилина, Любовь Николаевна
Чурилина Любовь Николаевна (род. 07 мая 1963, Магнитогорск) — российский лингвист, доктор филологических наук, профессор кафедры русского языка, общего языкознания и массовой коммуникации МГТУ им. Г. И. Носова, Почётный работник высшей школы РФ. Автор и редактор более 100 научных трудов.

## Биография
В 1986 г. с отличием закончила филологический факультет Магнитогорского государственного педагогического института, специальность — учитель русского языка и литературы. По окончании института работала учителем в средней школе г. Южноуральска (Челябинской области).
В 1989 г. была приглашена на кафедру русского языка Магнитогорского государственного педагогического института.
С 1991 по 1993 гг. обучалась в очной аспирантуре при кафедре русского языка Российского государственного педагогического университета имени А. И. Герцена.
В декабре 1994 г. защитила диссертацию «Лексическая структура текстовых фрагментов с прямой речью (на материале романа Ф. М. Достоевского „Братья Карамазовы“)» на соискание ученой степени кандидата филологических наук по специальности 10.02.01 — русский язык.
С 1995 г. по 1999 г. занимала должность заместителя декана филологического факультета.
В мае 2003 г. состоялась защита докторской диссертации «Антропоцентризм художественного текста как принцип организации его лексической структуры» В декабре 2003 г. присуждена степень доктора филологических наук.
С января 2003 г. — профессор кафедры русского языка Магнитогорского государственного университета.
С февраля 2013 г. заведующая кафедрой русского языка, общего языкознания и массовой коммуникации ФГБОУ ВО «Магнитогорский государственный технический университет им. Г. И. Носова».
В сферу научных интересов входят проблемы лексикологии, лингвистики текста, психолингвистики. Любовь Николаевна читает курсы: «Функциональная лексикология», «Лексическая структура художественного текста: коммуникативный и антропоцентрический аспекты», «Лингвистическая семантика». «Основы психолингвистики», «Теория текста», «Основы филологии», «Актуальные проблемы современной лингвистики», «Основные методы современной лингвистики» и др.
Любовь Николаевна является автором множества научных и учебных трудов, изданных в российских и европейских издательствах. В частности, учебное пособие «Актуальные проблемы современной лингвистики» (гриф УМО «Рекомендовано в качестве учебного пособия») выдержало 7 переизданий в изд-ве «Флинта — Наука», Москва.
С 2012 г. под руководством Чурилинаой была открыта магистратура по направлению подготовки «Филология» (магистерские программы: «Русский текст и русская языковая личность»; «Филологическое обеспечение современной коммуникации»), в 2016 г. — по направлению подготовки «Лингвистика» (магистерская программа «Теория языка и прикладная лингвистика»).